# Bruce Elliott
Pour les articles homonymes, voir Elliott.
Bruce Elliott, né le 30 mai 1914 à New York, aux États-Unis, et mort le 21 mars 1973, est un écrivain et un magicien américain, auteur de roman policier et de science-fiction.

## Biographie
En 1942, il fonde avec Walter B. Gibson Phoenix, magazine consacré à la magie.
En 1945, il publie son premier roman, You’ll Die Laughing, suivi en 1952 de Un tout seul (One Is a Lonely Number) paru en français dans la collection Série noire. Dans les années 1940, il fait également paraître des nouvelles policières sous son patronyme et sous les signatures Walter Gardner et Maxwell Grant, ce dernier pseudonyme étant un nom-maison que Bruce Elliott partage avec d'autres auteurs pour la publication des aventures de Kent Allard, alias The Shadow.
Il se tourne ensuite vers la science-fiction publiant plusieurs romans et nouvelles en particulier dans The Magazine of Fantasy & Science Fiction.
En novembre 1972, il est renversé par un taxi, tombe dans le coma et meurt quatre mois plus tard.

## Œuvre

### Romans
- You’ll Die Laughing (1945)
- One Is a Lonely Number (1952) Publié en français sous le titre Un... tout seul, Paris, Éditions Gallimard, coll. « Série noire » no 188 (1954)
- The Planet of Shame (Part 1 of 2) (1961)
- The Planet of Shame (Part 2 of 2) (1961)
- Asylum Earth (1968)
- The Rivet in Grandfather's Neck (1970)

### Nouvelles
- Jungle Jazz (1944)
- Fearsome Fable (1951)
- The Devil Was Sick (1951)
- The Battle of the S...s (1952)
- Asylum Earth (1952), version courte reprise sous forme de roman en 1968
- The Dead Doll (1953)
- Meet Me on 47th Street (1953)
- Do You Know Me? (1953)
- All Ready for Framing (1953)
- Death Lives in Brooklyn (1953)
- The Darkened Room (1953)
- Going, Going, Real Gone! (1953)
- Carnage in Calossa (1953)
- The Last Magician (1953)
- The Man Next Door (1953)
- Wolves Don't Cry (1954)
- Vengeance Is Not Enough (1955)
- The Cocktail Jungle (1956)
- The Ninety-Sixth Hour (1957)

### Nouvelles signées Walter Gardner
- House of Horror (1942)
- They're Hustling You (1948)

### Nouvelles signées Maxwell Grant

#### SérieKent Allard/The Shadow
- The Blackest Mail (1946)
- Happy Death Day (1946)
- The Seven Deadly Arts (1946)
- Dead on Ice (1946)
- Death Stalks the U.N. (1947)
- Murder in White (1947)
- Room 1313 (1947)
- Model Murder (1947)
- Svengali Kill (1947)
- Jabberwocky Thrust (1947)
- Ten Glass Eyes (1948)
- The Television Murders (1948)
- Murder on Main Street (1948)
- Reign of Terror (1948)

### Ouvrages sur la magie
- Magic As a Hobby (1948)
- Classic Secrets of Magic (1953)
- The Best in Magic (1956) Publié en français sous le titre Les Meilleurs Tours de la prestidigitation moderne, Payot (1957)
- Professional Magic Made Easy (1959)

## Sources
: document utilisé comme source pour la rédaction de cet article.
Claude Mesplède et Jean-Jacques Schleret, Les Auteurs de la Série noire p. 158, Joseph K. (1996)  (ISBN 9-782-91068611-6)